# Reina-faraón

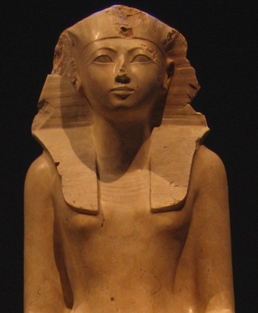
Estatua de Hatshepsut en el Museo Metropolitano de Arte, en Nueva York.

Reina-faraón es la denominación con la que se suele designar a las mujeres que alcanzaron el rango de faraón en el Antiguo Egipto. El Diccionario de la lengua española también admite el femenino faraona.

## Casos excepcionales
En los tres milenios de historia del Antiguo Egipto (c. 3100 - 30 a. C.) hay contados casos de una reina-faraón.[cita requerida]
Tradicionalmente, el trono egipcio estaba destinado a varón. El papel de la mujer no era, en ningún caso, ocupar el poder absoluto, sino ser la guardiana y protectora de su país y de su marido. Las reinas egipcias tenían un prodigioso poder a la sombra de su esposo y también en numerosas ceremonias. Y no sólo esto: el varón no podría subir jamás al trono si no se casaba antes con una mujer de sangre real. Así, no es de extrañar los casamientos entre hermanos o los aparentes cambios dinásticos cuando al difunto le sucedía un yerno.[cita requerida]
Por tanto, la mujer era la garante de la legitimidad y de la sucesión del faraón, y además, era la principal responsable de la seguridad de Egipto en su papel de diosa Isis. No obstante, la religión era clara: al igual que nunca podría existir un Isis masculino, tampoco podría existir un Horus femenino. Cada uno de los sexos tenía una función específica y el buen funcionamiento del país dependía de esta armonía.[cita requerida]
En todos los casos conocidos y en varios de los que pudo existir esta situación, no existía un claro sucesor del difunto rey: o bien este no tenía ningún hijo varón, o no cumplía determinados requisitos, o este era cuestionado por su origen bastardo. Ante la falta también de princesas con las que casar a cualquier candidato al trono, no quedaba más remedio a la viuda que ascender al trono y gobernar en solitario. Esto se haría por diversas causas: por la ambición personal de la reina, por la inexistencia de candidatos adecuados o por un peligro que sólo se evitaría de esta forma.[cita requerida]
Desafortunadamente, casi la totalidad de las reinas-faraón poco o nada pudieron hacer por su país. Excepto una de ellas, todas fueron efímeras y tuvieron el dudoso honor de cerrar su dinastía y abrir una nueva etapa de anarquía en la que familiares lejanos de la casa real se disputarían su derecho al trono. Ninguna de estas mujeres podía casarse de nuevo y su subida al trono era generalmente debido a una emergencia y estaba destinada a posponer la inevitable crisis de Estado; por tanto, sería incorrecto culpar de la decadencia del país a la llegada de una reina-faraón.[cita requerida]

## Antecedentes
Los autores latinos, como Diodoro Sículo, haciéndose eco de la obra de Manetón (sacerdote egipcio que bajo los ptolomeos se encargó de redactar la historia de su país), afirman que existieron tan sólo cinco reinas-faraón a lo largo de tantos siglos. Tres de ellas están bien documentadas; sin embargo, no existe la suficiente información como para confirmar las dos restantes. Aparte de estas cinco, se teoriza que pudieron haber habido más reinas-faraón.[cita requerida]

### Reinas-faraón conocidas
- Neferusobek: Reinó durante unos cuatro años, de 1777 a 1773 a. C. Es la última gobernante de la dinastía XII, y no se conoce casi nada de ella a excepción de su nombre de coronación, Sobekkara-Neferusobek. Era hija de Amenemhat III, el último gran rey de su dinastía, y hermana de Amenemhat IV. Se cree que ambos hermanos no eran un matrimonio, y que incluso llegó a existir rivalidad entre ellos, que se zanjaría a la muerte del varón y con el ascenso al trono de Neferusobek. Ésta tomaría apelativos masculinos y gobernaría hasta su desaparición, que coincide con el fin del próspero Imperio Medio. Pese a la inestabilidad del país, la sucesión de Neferusobek fue pacífica, quizás gracias a la propia reina-faraón, y se cree que los primeros reyes de la dinastía XIII eran descendientes del difunto Amenemhat IV.

- Hatshepsut: Es la reina-faraón de la que se poseen más datos. Era hija de Thutmose I y esposa de Thutmose II, y estaba poseída de gran ambición. En un gesto sin precedentes desplazó al hijo de Thutmose II y de una concubina, el niño Thutmose III, argumentando su corta edad, su dudoso linaje real y que ella misma era la elegida por el dios Amón, del que se declaró primogénita. Su propio padre, Thutmose I, se dice que redactó un escrito, según aparece en algunas fuentes, en que la dotaba a ella de preferencia como sucesora, en detrimento de su hermano. Hatshepsut, que reinó como Maatkara-Hatshepsut desde 1479 a 1457 a. C., en tiempos de la dinastía XVIII, pensaba crear una dinastía femenina, pero sus esperanzas se quebraron tras la muerte repentina de su hija, Neferura, y de la mayoría de sus apoyos, Hapuseneb y su arquitecto Senenmut, su supuesto amante. Sus muertes se creyeron provocadas por Thutmose III, aunque los últimos estudios de sus restos apuntan a una muerte natural por cáncer de huesos. Gobernó un total de 22 años hasta su fallecimiento. Su sucesión también fue pacífica, y Thutmose III (quien se encargó de borrar su memoria) acabó por ser uno de los más grandes faraones egipcios.

- Tausert: La quinta y última reina-faraón, según los autores clásicos. Pese a no ser hija de faraones, trató de emular a Hatshepsut al morir su marido, Sethy II, y encargarse de la regencia del niño Siptah. Como este murió tempranamente, Tausert subió al trono y gobernó por un espacio de dos años, de 1188 a 1186 a. C., con el nombre de Sitra-Tausert, hasta que fue derrocada por Sethnajt, fundador de la dinastía XX. Al contrario que Hatshepsut, Tausert vivió en tiempos difíciles, acosada por la presión del clero y del estamento militar y cuestionada por el pueblo llano. A esto se añade la fantasmal figura de un sirio que se cree sembró la anarquía aliado con la propia Tausert. Poco se sabe con certeza de la mujer que cerró la dinastía XIX, la de Ramsés II, pues su memoria también fue perseguida.[cita requerida]

### Reinas-faraón probables

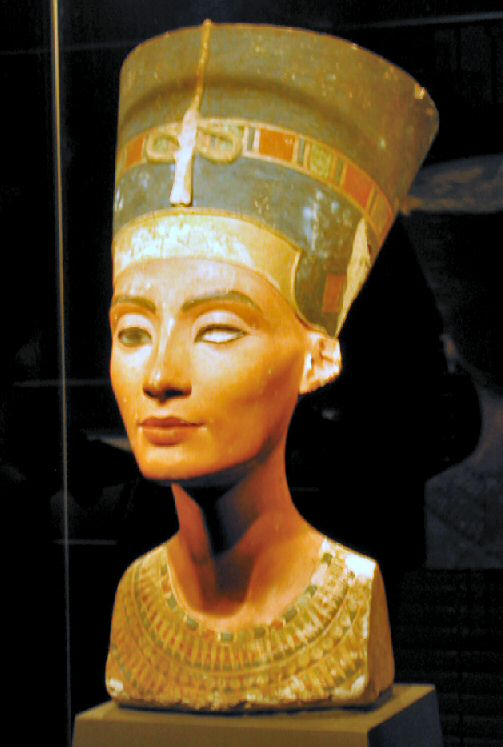
Busto de Nefertiti, en el Museo Nuevo de Berlín.

- Nitocris: Cronológicamente, pudo ser la primera reina-faraón. Aparece en alguna lista real catalogada como tal y también la mencionan los escritores griegos y romanos, así como Manetón. Lo único que todavía impide incluirla en la lista anterior es que no hay evidencias históricas de su reinado, que se supone duraría unos dos años, de 2183 a 2181 a. C., cerrando la dinastía VI. Su historia ha quedado muy alterada, convirtiéndola en una heroína de leyenda que se vengaría de la muerte de su marido, Merenra II, asesinando a los conspiradores y suicidándose. Otra variante de la historia afirma que erigió la pirámide de Guiza, atribuida a Micerino. Aunque esto se considera falso, es posible que Nitocris cerrara el glorioso Imperio Antiguo y dejara abierta la crisis del primer periodo intermedio.[cita requerida]

- Nefertiti: Varios expertos creen en la posibilidad de que la Gran Esposa Real de Ajenatón se convirtiera en su corregente durante el año 12º (hacia 1340 a. C.) con el nombre de Anjetjeperura-Neferneferuatón y que, tras una lenta metamorfosis, pasase a ser conocida como Semenejkara, el fantasmal sucesor de Ajenatón que, por tanto, no sería un varón. Ha dado pie a esta interesante teoría saber que Nefertiti no murió ni cayó en desgracia como en un principio se pensó (la dama que sufrió esto sería otra esposa de Ajenatón, de nombre Kiya), y algunos restos arqueológicos en los que Nefertiti aparece con atributos propios de un faraón. De haber sido realmente Semenejkara, Nefertiti se mantuvo en el trono en solitario unos pocos meses, hasta ser sucedida por su yerno, el niño Tutanjatón. Hay quien piensa que Nefertiti fue apartada del poder y quizás asesinada no solo por su filiación con Ajenatón, sino también por una supuesta traición al solicitar un esposo al emperador hitita.[cita requerida]

### Otras posibles reinas-faraón
- Meritneith: De haber gobernado en solitario, habría sido la primera, pues vivió a principios de la dinastía I, en torno al año 3000 a. C. Flinders Petrie creyó que era un faraón varón, de nombre Merneith, pero la ausencia del nombre de Horus, propio de los monarcas, y nuevos hallazgos, demostraron que era una mujer y que fue enterrada con honores reales hasta entonces insólitos. Al parecer Meritneith fue regente de su hijo, Horus Den, durante su minoría de edad. Tras alcanzar la madurez necesaria, cedería el testigo sin problemas y este le recompensaría con la inmensa tumba erigida en Abydos. No se sabe si esta reina regente llegó a ocupar los títulos propios de un faraón o se limitó a asesorar a su hijo.[cita requerida]

- Jentkaus I: Vivió entre las dinastías IV y V, hacia los años 2510 a 2470 a. C. Sembró el desconcierto en la comunidad egiptológica, al aparecer representaciones suyas portando el uraeus y la barba postiza, típicas de los faraones, y al ser llamada Jentkaus, Rey del Alto y Bajo Egipto y madre del Rey del Alto y Bajo Egipto. Según algunos expertos, esto no es más que una mala interpretación y que realmente quiere decir Jentkaus, madre del Rey del Alto y Bajo Egipto y madre del Rey del Alto y Bajo Egipto, lo que indica que dos hijos suyos llegaron a ser faraones. Se cree que pudo ser esposa de Userkaf y que perteneció a la dinastía IV que enlazaría con la siguiente. Tal vez pudo ser Dyedefptah. Sin embargo, hasta el momento no se puede asegurar categóricamente.[cita requerida]

- Jentkaus II: Jentkaus II también perteneció a la dinastía V, y fue la esposa del tercer rey, Neferirkara. Su caso es idéntico al de Jentkaus I: según unos, indicaría que fue reina-faraón y madre de un rey, y según otros, sólo madre de dos reyes. Sea como fuere, existen varias representaciones de Jentkaus II también tocada con el uraeus y la barba faraónica, y fue con Jentkaus I la única mujer en aparecer con estos atributos hasta la llegada de Hatshepsut, mil años después. El enigma de estas mujeres está aún por resolverse.[cita requerida]

### Las reinas ptolemaicas

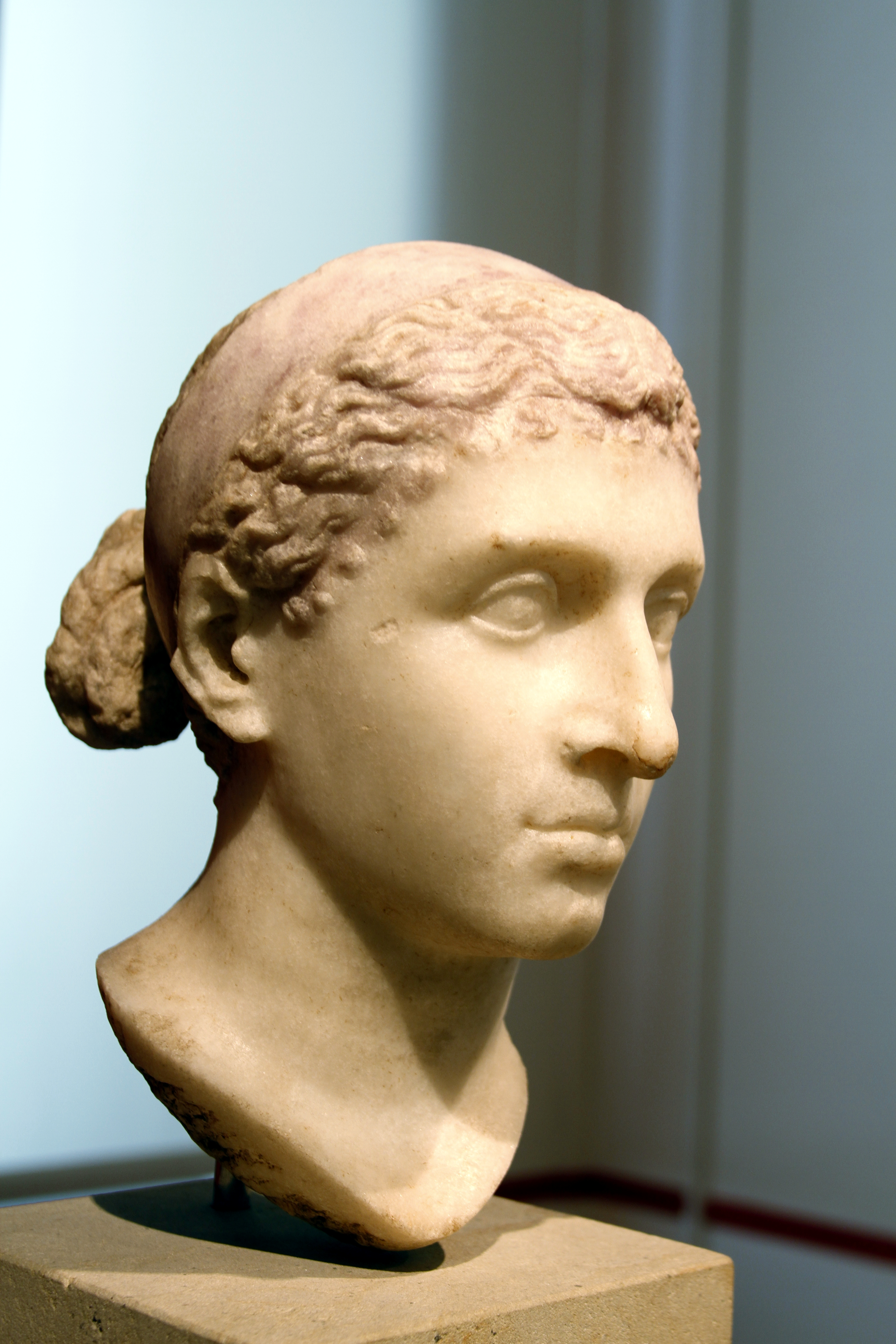
Busto de Cleopatra VII en el Museo Antiguo, Berlín.

No puede equipararse a las reinas-faraón con las últimas reinas de Egipto, que gobernaron durante la dinastía Ptolemaica (305 - 30 a. C.). Aunque gozaron de muchas prerrogativas reales, no eran auténticas gobernantes independientes, ni su situación tenía nada que ver con la de las mujeres antes mencionadas.
Todas ellas eran hijas, esposas y hermanas de los ptolomeos, y como ellos, de origen helénico, que aceptaban las costumbres egipcias aunque seguían comportándose como griegas. Al casarse con sus hermanos no sólo los legitimaban sino que se sentaban a su lado y merecían ser tratadas como iguales, pese a que sus funciones rituales y políticas estaban muy mermadas respecto a las de las reinas de las dinastías anteriores. En la mayoría de los casos, estas reinas se dedicaron exclusivamente a urdir peligrosas intrigas palaciegas o conjuras y fueron muy pocas las que fenecieron de muerte natural. Estas mujeres llevaron los nombres de Berenice, Arsinoe y Cleopatra.
De las reinas ptolemaicas fueron muy pocas las que gobernaron en solitario, y siempre fue sobre un trono tambaleante, sin ser aceptadas por la mayoría de la población y en periodos muy cortos de tiempo. Estas reinas fueron Cleopatra II, Berenice III y Berenice IV. Incluso la legendaria Cleopatra VII gobernó siempre acompañada: sus hermanos-esposos y su pequeño hijo fueron los reyes nominales de Egipto, pese a no desempeñar ningún papel político.